# Boda de Guillermo Alejandro de Orange y Máxima Zorreguieta
La boda de Guillermo Alejandro y Máxima tuvo lugar el 5 de febrero de 2002 en el Beurs van Berlage y en la iglesia Nieuwe Kerk.

## Antecedentes
Guillermo Alejandro es el hijo mayor de la reina Beatriz y el príncipe consorte Claus y por lo tanto heredero al trono.
Conoció a Máxima en la Feria de Abril de Sevilla en el año 1999. Guillermo Alejandro de Orange le propuso matrimonio mientras practicaban patinaje sobre hielo, días antes ya se lo había dicho a su madre y al primer ministro, Wim Kok.
En un primer momento la intención era que el compromiso se mantuviese en secreto para no restar protagonismo a la boda del hermano del novio, el príncipe Constantino y su prometida Laurentien en el mes de mayo, pero ante la dificultad de mantener el secreto la reina lo comunicó públicamente el 30 de marzo de 2001.
Zorreguieta se naturalizó ciudadana holandesa, aunque no se convirtió a la religión protestante. Se anunció que cualquier hijo nacido del matrimonio se titularía Príncipe/Princesa de los Países Bajos y Príncipe/Princesa de Orange-Nassau, con el estilo de Alteza Real.

#### Controversia
Durante el Proceso de Reorganización Nacional, la dictadura más reciente de Argentina, Jorge Zorreguieta, padre de Máxima, se desempeñó como Secretario de Agricultura, Ganadería y Pesca. Durante este régimen, se estima que 10.000–30.000 personas fueron secuestradas y asesinadas durante este y posteriores regímenes militares antes de que se restableciera la democracia en Argentina en 1983. Zorreguieta afirmó que desconocía la Guerra Sucia mientras era ministro del gabinete.
A petición del Estados Generales, Michiel Baud, profesor holandés de estudios latinoamericanos, llevó a cabo una investigación sobre la participación de Zorreguieta en la guerra sucia. Baud determinó que el padre de Máxima no había estado directamente involucrado en ninguna de las numerosas atrocidades que tuvieron lugar durante ese período. Sin embargo, Baud también concluyó que es casi seguro que Zorreguieta estaba al tanto de ellos; en opinión de Baud, era muy poco probable que un ministro del gabinete no hubiera sabido de ellos.
La presencia de Jorge Zorreguieta en la boda fue debatida durante meses. Finalmente se concluyó que no asistiría. En solidaridad, su madre decidió no asistir.

## Celebraciones previas
El 31 de enero de 2002, como ocasión del 64 cumpleaños de la reina Beatriz, esta ofreció una cena de gala y baile en el Palacio Real de Ámsterdam para celebrar su cumpleaños y la inminente boda del heredero.

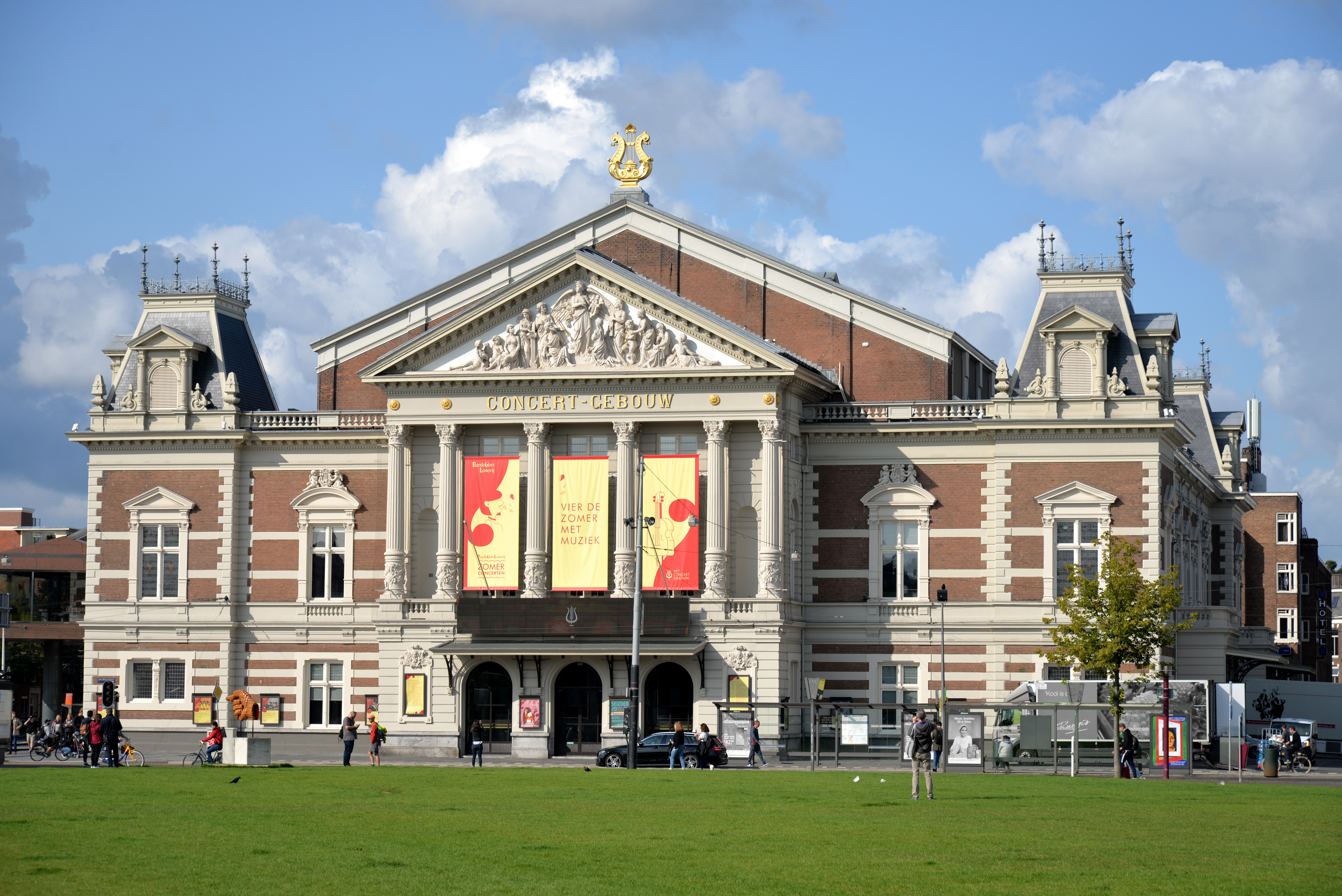
Concertgebouw, lugar de las celebraciones previas a la boda

El día 4 de febrero de 2002, víspera de la boda, hubo un almuerzo y un concierto en el Concertgebouw de Ámsterdam. Por la noche, el Comité Nacional Naranja organizó un evento en el Ámsterdam Arena al que asistieron 50.000 personas venidas de todos los municipios del país. 

## Boda

### Ceremonia civil

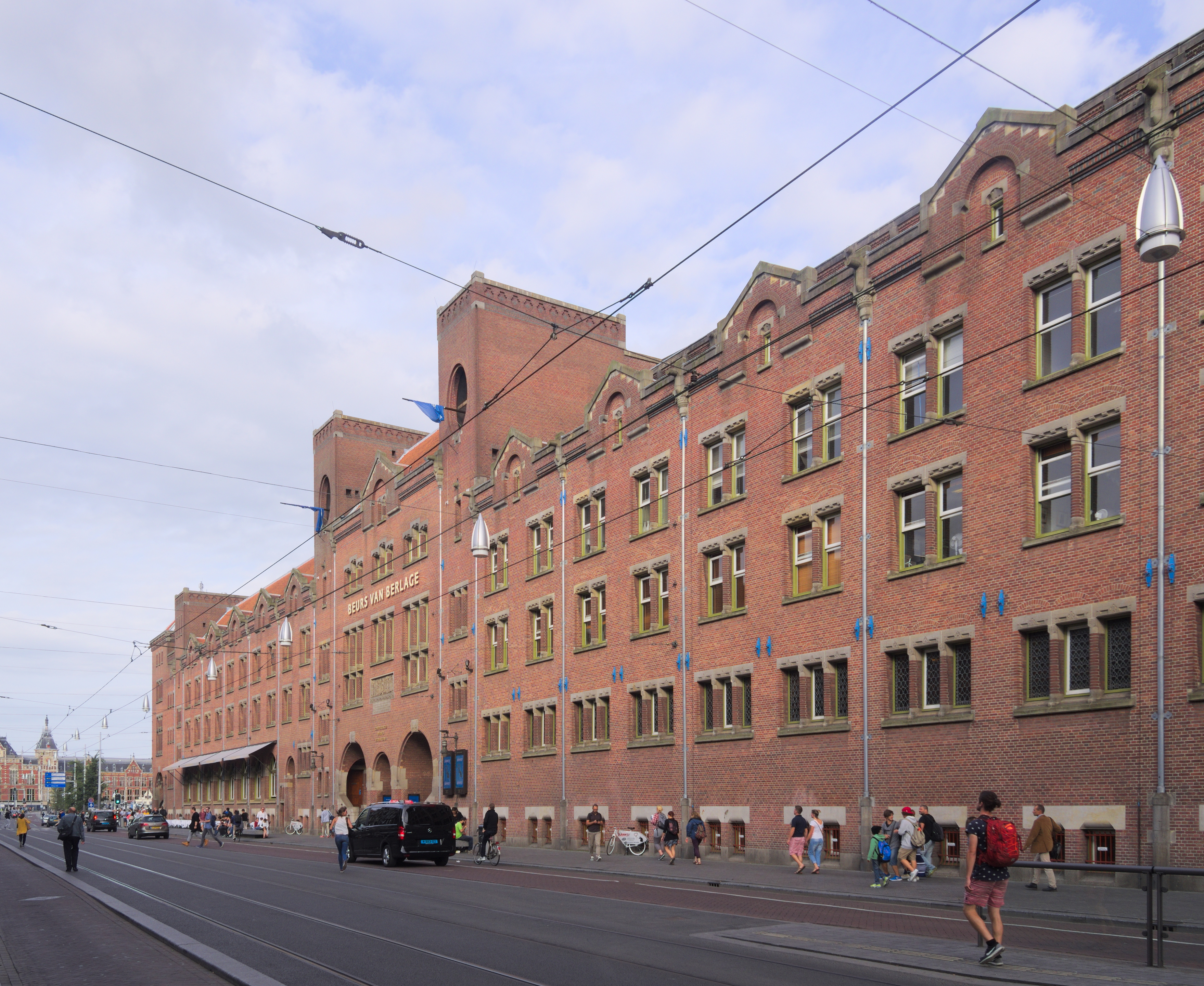
Beurs van Berlage, donde se celebró la ceremonia civil

La ley holandesa establece que antes de la boda religiosa debe producirse la civil. Guillermo Alejandro y Máxima la realizaron el 5 de febrero de 2002 en el Beurs van Berlage presidida por el alcalde de Ámsterdam, Job Cohen. A la ceremonia asistieron 600 invitados.
Los testigos del príncipe Guillermo Alejandro fuero su hermano, el príncipe Constantino y sus amigos Marc ter Haar y Frank Houben. Los testigos de Máxima fueron su suegra, la reina Beatriz, su tía, Marcela Cerruti Carricart y su hermano, Martín Zorreguieta Cerruti.

### Ceremonia religiosa

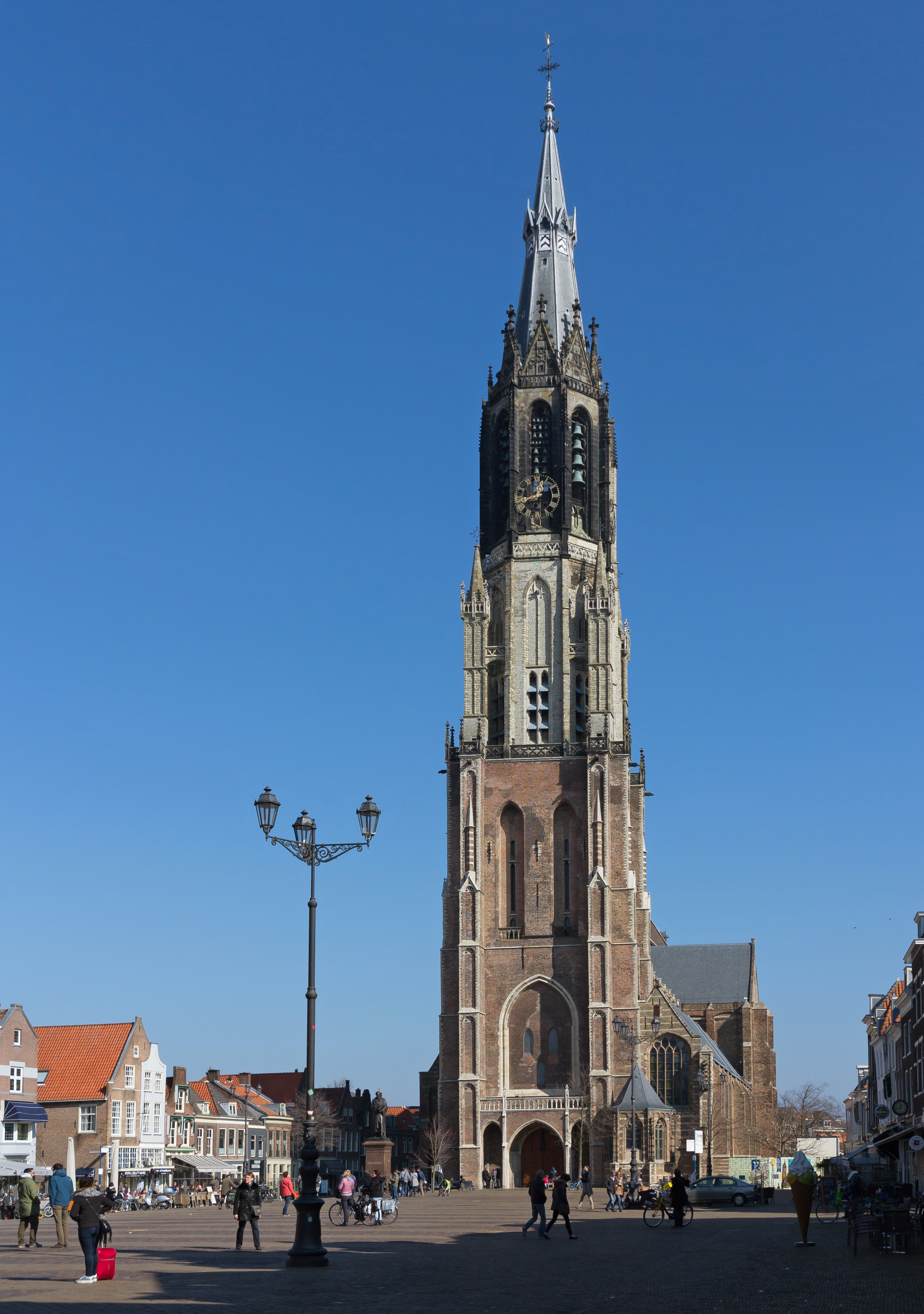
Iglesia Nieuwe Kerk, donde se celebró la ceremonia religiosa

Después de la boda civil, los invitados y los novios se trasladaron a la iglesia Nieuwe Kerk donde se celebró la ceremonia religiosa bajo el rito de la iglesia reformada neerlandesa. Fue oficiada por el reverendo Carel ter Linden, ministro emérito de la parroquia de Kloosterkerk en La Haya. 
Después de la ceremonia los novios recorrieron las cayes del centro de la ciudad y saludaron a la multitud desde el balcón del Palacio Real donde posteriormente se celebró un almuerzo.

###### Música
La música durante el servicio estuvo a cargo de Bernard Winsemius, organista, Miranda van Kralingen, soprano, el y la Orquesta Real del Concertgebouw, dirigida por Ed Spanjaard.
Antes de la ceremonia, sonaron piezas al órgano de Böhm, Bach y Scheidemann. En honor a los padres de la novia, que estuvieron ausentes, sonó Adiós Nonino, un tango argentino compuesto por Astor Piazzolla.

###### Damas de honor y pajes
- Valeria Delger, amiga de la infancia de la novia
- Juliana Guillermo, prima hermana materna del novio
- Baronesa Theresa von der Recke, prima hermana paterna del novio
- Inés Zorreguieta, la hermana de la novia
- Princesa Paulina de Sayn-Wittgenstein-Hohenstein
- Condesa Leonie de Waldburg-Zeil-Hohenems
- Jonkheer Paulo Alting von Geusau
- Barón Johann-Casper von dem Bussche-Haddenhausen

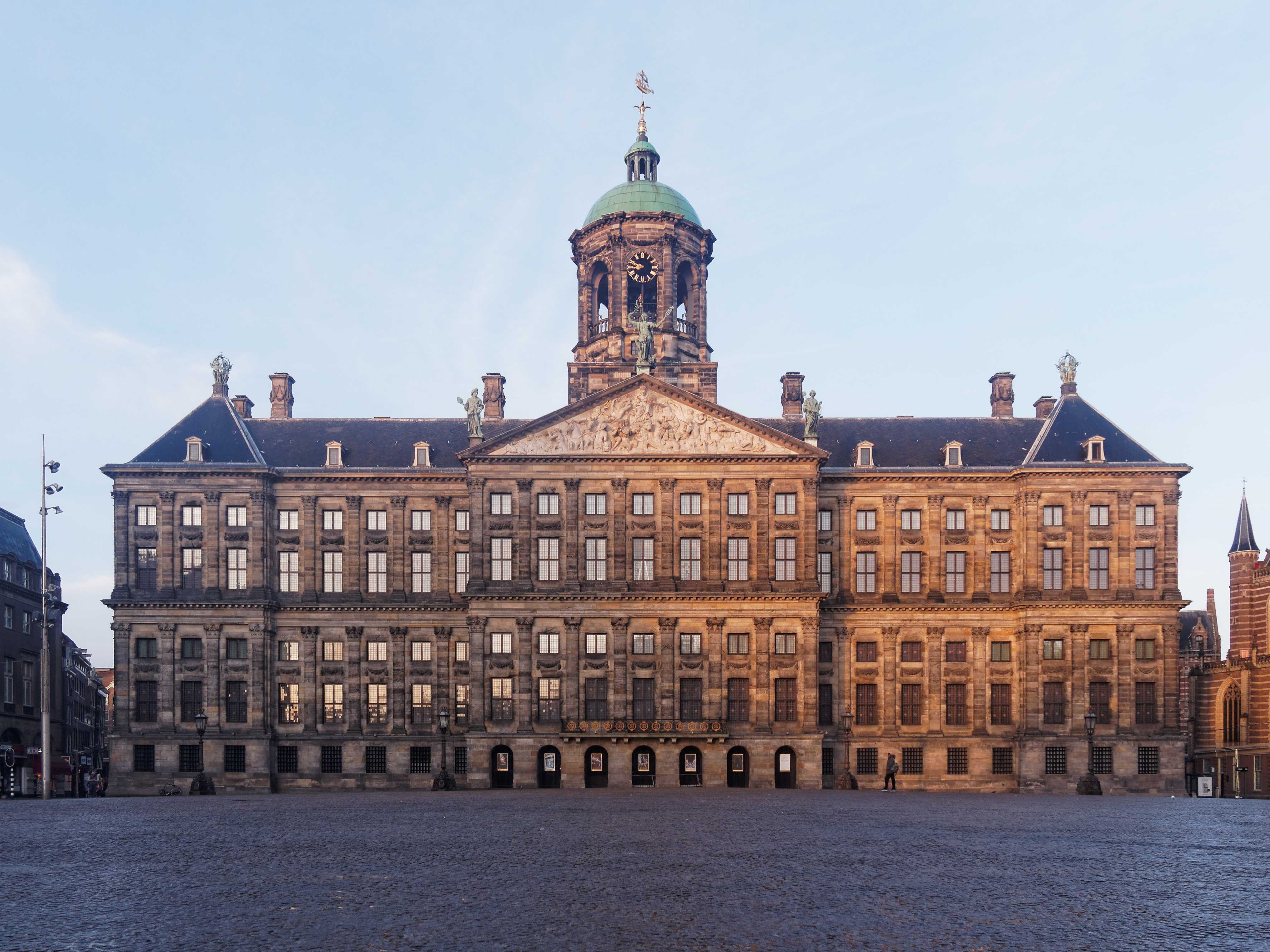
Palacio Real de Ámsterdam

- Sr. Alexandre Friling

- Palacio Real de ÁmsterdamSr. Floris ter Haar

###### Vestimenta
La novia vestía un vestido de seda mikado marfil, con escote de capucha, mangas de tres cuartos y una cola de cinco metros de largo diseñada y creada por Valentino. La falda estaba incrustada con paneles de encaje bordado a los lados, ligeramente ensanchados por un corpiño ajustado de línea imperio. Su velo, también una creación de Valentino, era de tul de seda y estaba bordado a mano con motivos de flores y zarcillos. El joyero de la corte adaptó la tiara holandesa con botones de perlas intercambiando los botones de perlas con cinco estrellas de diamantes que pertenecían reina Emma. La novia llevaba un ramo en cascada de rosas blancas, gardenias, lirios del valle y dos clases de follaje.
El príncipe vestía el uniforme de gala de a capitán en el Marina Real de los Países Bajos. Llevaba la cinta y la estrella de un Caballero Gran Bruto del Orden del León Holandés, la estrella de un Caballero del Orden del León de Oro de la Casa de Nassau, Cruz de Oficiales y Medalla de Inauguración de la Reina Beatriz, 1980.

## Invitados

### Familia real holandesa
- Reina Beatriz y príncipe consorte Claus
  - Príncipe Johan Friso
  - Príncipe Constantino y princesa Laurentien
- Príncipe Bernardo
  - Princesa Irene y Carlos Hugo, duque de Parma
    - Príncipe Carlos
    - Príncipe Jaime
    - Princesa Carolina

  - Princesa Margarita y señor Pieter van Vollenhoven
    - Príncipe Mauricio y princesa Marilene de Orange-Nassau, van Vollenhoven,
    - Príncipe Bernardo y princesa Annette de Orange-Nassau, van Vollenhoven,
    - Príncipe Pieter-Christiaan de Orange-Nassau, van Vollenhoven
    - Príncipe Floris de Orange-Nassau, van Vollenhoven
- Princesa Cristina
  - Sr. Bernardo Guillermo
  - Sr. Nicolás Guillermo
  - Señorita Juliana Guillermo

###### Casa de Amsberg
- Jonkvrouw Sigrid Jencquel
- Baronesa Theda y barón Karl von Friesen
- Baronesa Christina y barón Hans von der Recke

### Familia Zorreguieta Cerruti
- Martín Zorreguieta Cerruti,
- Juan Zorreguieta Cerruti
- Inés Zorreguieta Cerruti
- Ángeles Zorreguieta López Gil
- Marcela Cerruti Carricar

### Casas reales reinantes

###### Bélgica
- Rey Alberto II y reina Paola
  - Príncipe heredero Felipe y princesa heredera Matilde, duques de Brabante
  - Princesa Astrid y archiduque Lorenzo de Austria-Este
  - Príncipe Lorenzo y señorita Clara Coombs

###### Dinamarca
- Reina Margarita II
  - Príncipe heredero Federico

###### Japón
- Príncipe heredero Naruhito

###### Jordania
- Reina viuda Noor
- Príncipe Hassan bin Talal y princesa Sarvath al-Hassan
  - Princesa Sumaya bint Hassan y señor Nasser Judeh
  - Princesa Badiya bint Hassan
  - Príncipe Rashid bin Hassan

###### Liechtenstein
- Príncipe heredero Alois y princesa heredera Sofía

###### Luxemburgo
- Gran duque Enrique y gran duquesa María Teresa
  - Gran duque heredero Guillermo
- Gran duque emérito Juan y gran duquesa emérita Josefina Carlota

###### Mónaco
- Príncipe heredero Alberto

###### Marruecos
- Príncipe Moulay Rachid

###### Noruega
- Rey Harald V y reina Sonia
  - Príncipe heredero Haakon y princesa heredera Mette-Marit
  - Princesa Marta Luisa y señor Ari Behn

###### España
- Reina Sofía
  - Príncipe heredero Felipe, príncipe de Asturias
  - Infanta Cristina y señor Iñaki Urdangarin, duques de Palma de Mallorca

###### Suecia
- Rey Carlos XVI Gustavo y reina Silvia
  - Princesa heredera Victoria
  - Príncipe Carlos Felipe
  - Princesa Magdalena

###### Reino Unido
- Príncipe heredero Carlos, príncipe de Gales
- Conde Eduardo y condesa Sofía de Wessex

### Casas reales no reinantes
- Príncipe Aga Khan y princesa Begum Salimah Aga Khan
- Príncipe Kardam y princesa Miriam de Tírnovo
- Rey Constantino II y reina Ana María de Grecia
  - Príncipe heredero Pablo y princesa heredera Marie Chantal de Grecia
  - Príncipe Nicolás de Grecia y Dinamarca
- Príncipe Ernesto Augusto y princesa Carolina de Hannover
- Princesa Benedicta de Dinamarca y príncipe Ricardo VI de Sayn-Wittgenstein-Berleburg
  - Príncipe heredero Gustavo de Sayn-Wittgenstein-Berleburg
  - Princesa Alejandra de Sayn-Wittgenstein-Berleburg y conde Jefferson von Pfeil und Klein-Ellguth
  - Princesa Natalia de Sayn-Wittgenstein-Berleburg

### Políticos
Wim Kok, primer ministro
 Gerrit Braks, Presidente del Senado
 Jeltje van Nieuwenhoven, portavoz del Parlamento
 Job Cohen, alcalde de Ámstedam
 Wim Deetman, alcalde de La Haga
 Ivo Opstelten, alcalde de Róterdam 
 A. H. Brouwer-Korf, alcalde de Utrecht
 Kofi Annan, Secretario General de las Naciones Unidas
 Nelson Mandela, expresidente de Sudáfrica

## Otros datos
Guillermo Alejandro y Máxima han tenido tres hijas:
- Princesa heredera Catalina Amalia de los Países Bajos (7 de diciembre de 2003)
- Princesa Alexia de los Países Bajos (26 de junio de 2005)
- Princesa Ariane de los Países Bajos (10 de abril de 2007)

El 30 de abril de 2013 la reina Beatriz abdica y Guillermo Alejandro se convierte en el nuevo monarca y Máxima en la reina consorte. 